# Ду Цзин
Ду Цзин (кит. упр. 杜婧, пиньинь Dù Jìng, 23 июня 1984) — китайская бадминтонистка, олимпийский чемпион и чемпион мира.

## Биография
Ду Цзин родилась в 1984 году в Аньшане провинции Ляонин. В 2001 году стала чемпионом КНР в парном разряде среди молодёжи, в 2003 году выиграла молодёжный чемпионат Азии. С 2004 года стала выступать среди взрослых, в 2008 году завоевала золотую медаль Олимпийских игр, а в 2010 году выиграла чемпионат мира по бадминтону. Выступает в паре с Юй Ян.